# HD 269810
HD 269810, o R122 è una stella gigante blu della Grande Nube di Magellano, situata visualmente nella costellazione del Dorado.
È una delle stelle più massicce conosciute, con massa di circa 150 volte quella del sole, paragonabile a quella di Eta Carinae e della stella Pistola, le più massicce stelle conosciute prima della scoperta, nel 2010, di R136a1.
È anche una delle stelle più calde: di tipo spettrale O2III, ha una temperatura superficiale di oltre 50 000 gradi K e una luminosità di oltre 2 milioni di volte quella del Sole.
Modelli teorici, che prendono in considerazione la velocità di rotazione e la metallicità della zona circostante la stella, indicano che è agli stadi iniziali del suo processo evolutivo.